# Champions Challenge
El Champions Challenge o Desafío de Campeones fue el cuarto torneo en importancia según la Federación Internacional de Hockey, precedido por los Juegos Olímpicos, el Campeonato Mundial y el Champions Trophy. Disputada cada dos años, esta competición fue introducida en 2001 y era considerada como el Trofeo de Campeones para las naciones del "segundo escalón" dentro del panorama mundial del Hockey sobre césped.
La selección que conseguía alzarse con la victoria, obtenía el derecho a participar en la siguiente edición del Champions Trophy, del mismo modo, el equipo que ocupaba el último lugar en el Trofeo de Campeones "descendía de categoría" para tener que disputar el Champions Challenge II.
Finalizada la edición de 2014, el torneo dejó de realizarse y fue reemplazado por la Liga Mundial de Hockey.

## Torneo masculino

### Ediciones
| N.º  | Año  | Sede                | Oro           | Plata         | Bronce    |
| ---- | ---- | ------------------- | ------------- | ------------- | --------- |
| I    | 2001 | Kuala Lumpur (MAS)  | India         | Sudáfrica     | Argentina |
| II   | 2003 | Johannesburgo (RSA) | España        | Corea del Sur | Sudáfrica |
| III  | 2005 | Alejandría (EGY)    | Argentina     | Corea del Sur | Bélgica   |
| IV   | 2007 | Boom (BEL)          | Argentina     | Nueva Zelanda | India     |
| V    | 2009 | Salta (ARG)         | Nueva Zelanda | Pakistán      | India     |
| VI   | 2011 | Johannesburgo (RSA) | Bélgica       | India         | Sudáfrica |
| VII  | 2012 | Quilmes (ARG)       | Argentina     | Corea del Sur | Irlanda   |
| VIII | 2014 | Kuantan (MAS)       | Corea del Sur | Canadá        | Malasia   |

### Medallero histórico
- Actualizado hasta Kuantan 2014

| Núm. | País          | Oro | Plata | Bronce | Total |
| ---- | ------------- | --- | ----- | ------ | ----- |
| 1    | Argentina     | 3   | 0     | 1      | 4     |
| 2    | Corea del Sur | 1   | 3     | 0      | 3     |
| 3    | India         | 1   | 1     | 2      | 4     |
| 4    | Nueva Zelanda | 1   | 1     | 0      | 2     |
| 5    | Bélgica       | 1   | 0     | 1      | 2     |
| 6    | España        | 1   | 0     | 0      | 1     |
| 7    | Sudáfrica     | 0   | 1     | 2      | 3     |
| 8    | Pakistán      | 0   | 1     | 0      | 1     |
| 9    | Canadá        | 0   | 1     | 0      | 1     |
| 10   | Irlanda       | 0   | 0     | 1      | 1     |
| 11   | Malasia       | 0   | 0     | 1      | 1     |
|      | TOTAL         | 8   | 8     | 8      | 24    |

## Torneo femenino

### Ediciones
| N.º  | Año  | Sede                  | Oro            | Plata          | Bronce     |
| ---- | ---- | --------------------- | -------------- | -------------- | ---------- |
| I    | 2002 | Johannesburgo (RSA)   | Inglaterra     | Corea del Sur  | India      |
| II   | 2003 | Catania (ITA)         | Alemania       | España         | Japón      |
| III  | 2005 | Virginia Beach (USA)  | Nueva Zelanda  | Sudáfrica      | Japón      |
| IV   | 2007 | Bakú (AZE)            | China          | Corea del Sur  | Inglaterra |
| V    | 2009 | Ciudad del Cabo (RSA) | Nueva Zelanda  | Sudáfrica      | Japón      |
| VI   | 2011 | Dublín (IRL)          | Japón          | Estados Unidos | Escocia    |
| VII  | 2012 | Dublín (IRL)          | Australia      | Estados Unidos | Irlanda    |
| VIII | 2014 | Glasgow (ESC)         | Estados Unidos | Irlanda        | Sudáfrica  |

### Medallero histórico
- Actualizado hasta Glasgow 2014

| Núm. | País           | Oro | Plata | Bronce | Total |
| ---- | -------------- | --- | ----- | ------ | ----- |
| 1    | Nueva Zelanda  | 2   | 0     | 0      | 2     |
| 2    | Estados Unidos | 1   | 2     | 0      | 3     |
| 3    | Japón          | 1   | 0     | 3      | 4     |
| 4    | Inglaterra     | 1   | 0     | 1      | 2     |
| 5    | Alemania       | 1   | 0     | 0      | 1     |
| 6    | China          | 1   | 0     | 0      | 1     |
| 7    | Australia      | 1   | 0     | 0      | 1     |
| 8    | Sudáfrica      | 0   | 2     | 1      | 3     |
| 9    | Corea del Sur  | 0   | 2     | 0      | 2     |
| 10   | España         | 0   | 1     | 0      | 1     |
| 11   | Irlanda        | 0   | 1     | 1      | 2     |
| 12   | Escocia        | 0   | 0     | 1      | 1     |
| 13   | India          | 0   | 0     | 1      | 1     |
|      | TOTAL          | 8   | 8     | 8      | 24    |